# Wehrkirche St. Arbogast
Die Wehrkirche St. Arbogast in der Gemeinde Muttenz im Kanton Basel-Landschaft ist das einzige Gotteshaus der Schweiz, welches von einer fast kreisförmigen Ringmauer ganz umschlossen ist. Dieser Kirchentyp wird als Wehrkirche bezeichnet. Die Kirchgemeinde gehört zur Evangelisch-reformierten Kirche des Kantons Basel-Landschaft.

## Lage
Der Kirchenbezirk befindet sich im Oberdorf von Muttenz und bildet den Kern des sich strahlenförmig ausbreitenden alten Dorfes, welches westlich vom Rütihard und östlich vom Wartenberg eingefasst wird.

## Geschichte

### Vorgängerkirchen
Die Geschichte der Kirche reicht weit zurück, so haben schon die Alemannen im 5. Jahrhundert auf den Grundmauern eines verlassenen römischen Gebäudes eine Holzkirche errichtet.
Ein fester Bau entstand dann im 8. oder 9. Jahrhundert und wurde um 1000 ersetzt. Als kurz darauf das Dorf Muttenz als Dinghof in den Besitz des Bistums Strassburg kam, wurde die Kirche dem heiligen Arbogast geweiht, und er wurde deren Schutzpatron.
In der Mitte des 12. Jahrhunderts liess ein Lehensträger die Kirche in romanischem Stil neu erbauen, der Bau wurde aber nie ganz vollendet.

### Zerstörung durch Erdbeben 1356
Im Jahr 1356 zerstörte das grosse Basler Erdbeben auch Teile der Kirche. So stürzten die Nordwand und das Gewölbe ein, und der Turm litt ebenfalls.

### Wiederaufbau, Erweiterung
Ab 1359 begann der Lehensträger Konrad Münch-Löwenberg mit der Instandsetzung und Vollendung der Kirche. Daher findet man in der Kirche an verschiedenen Orten sein Wappen, bestehend aus dem Mönch und dem Löwen. Um 1420 erhöhte Hans Thüring Münch-Eptingen den Kirchturm, und als Schutz für die Bewohner des Dorfes Muttenz wurde die Kirche als Refugium ausgebaut und mit einer Mauer umgeben. Im Jahr 1504 wurde das Kirchenschiff erhöht. 1630 erhielt das Schiff grössere Fenster und eine Empore, der Turm wurde um ein zusätzliches Geschoss erhöht und gelangte zu seinem markanten Spitzhelm.

### Vorgesehener Abbruch der Befestigung
Mitte des 19. Jahrhunderts wurde durch die Gemeindeversammlung von Muttenz der Abbruch der Befestigungsanlage beschlossen, jedoch dank dem Einsatz von denkmalbewussten Bürgern, besonders dem Zürcher Kunsthistoriker Johann Rudolf Rahn, verhindert.

## Beschreibung

### Anlage
Die Wehrkirche St. Arbogast besteht aus der Kirche und deren Kirchhof, welcher von einer rund 7 Meter hohen Ringmauer mit Zinnen und zwei Tortürmen gesichert ist. Die Mauer ist im Norden und im Süden durch die nach ihrer Lage bezeichneten Tortürme durchbrochen. Innerhalb der Mauern befindet sich neben der Kirche mit Schiff, Vorchor, Altarhaus und dem im Nordeck liegenden Turm nur noch das im Jahr 1513 erbaute Beinhaus.

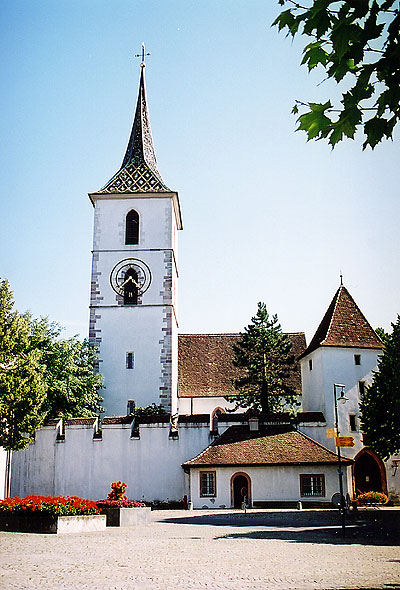
Kirche St. Arbogast von Norden

Aussen an die Mauer anliegend liegt neben dem Nordturm das im 17. Jahrhundert gebaute Wachthaus und neben dem Südturm das im Jahr 1553 erbaute Sigristenhaus.
Im Kirchturm befindet sich ein sechsstimmiges Glockengeläut aus zwei modernen und vier historischen Glocken:  
| Nr. | Gießer                      | Gussjahr | Schlagton |
| --- | --------------------------- | -------- | --------- |
| 1   | H. Rüetschi AG, Aarau       | 1948     | cis′      |
| 2   | H. Rüetschi                 | 1948     | dis′      |
| 3   | Marx Sperle, Basel          | 1571     | fis′      |
| 4   |                             | 1494     | gis″      |
| 5   |                             | 1436     | ais′      |
| 6   | Johann Jakob Schnegg, Basel | 1841     | cis″      |

### Kirche

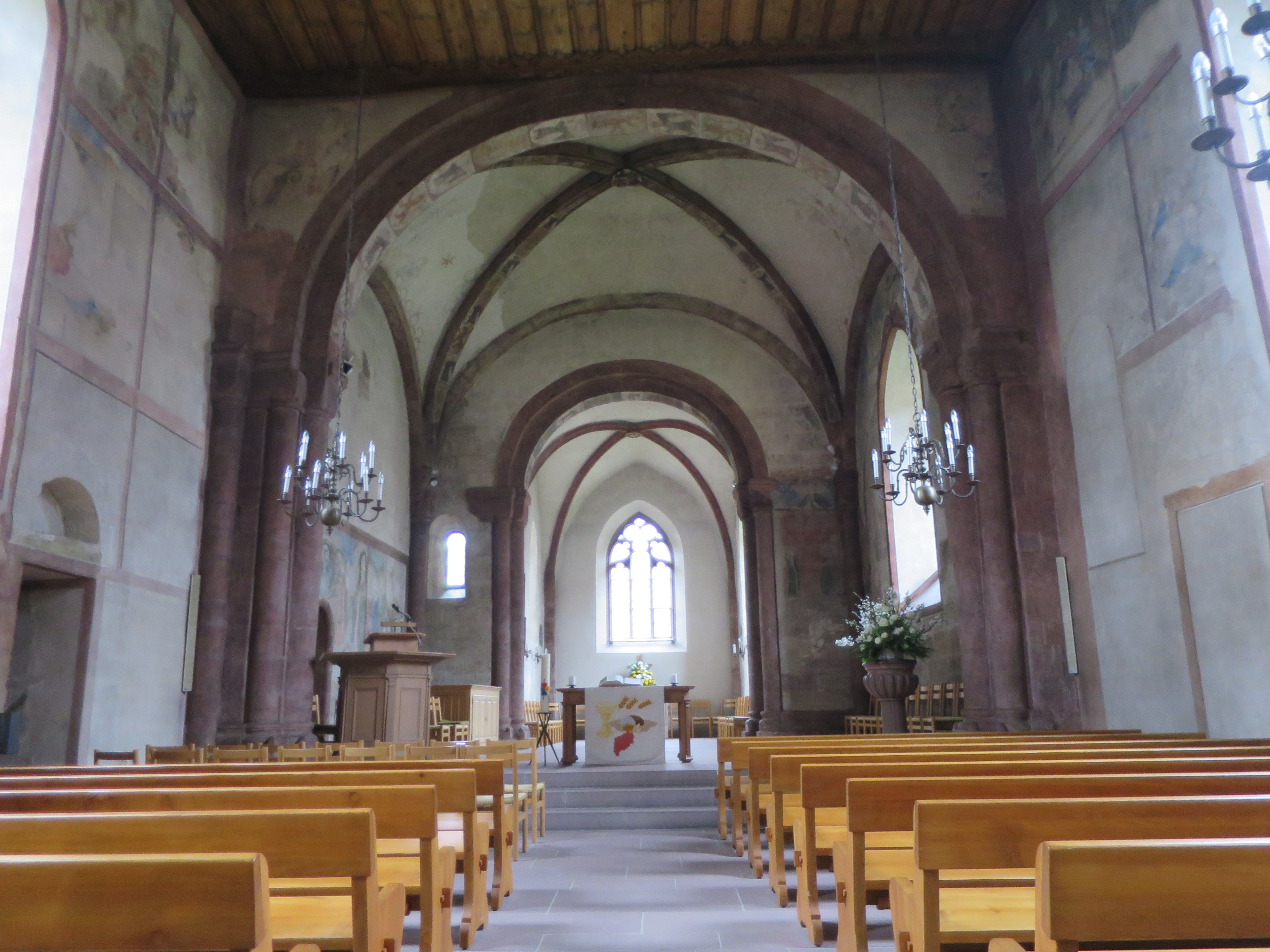
St. Arbogast, Innenraum

Die freistehende Kirche zeigt in östlicher Richtung und setzt sich aus Schiff, Vorchor und Altarhaus zusammen. Der Kirchturm befindet sich auf der Nordseite, auf der Höhe des Vorchores. Das Langhaus besitzt eine spätgotische Holzdielendecke von Ulrich Bruder aus dem Jahr 1504. Der romanische Vorchor ist um drei Stufen erhöht und besitzt ein Kreuzrippengewölbe mit einem Abschlussstein mit dem Wappen der Münch-Löwenberg von 1359. Hier findet man auch den Taufstein von 1618 und den Kanzelkorpus aus dem 18. Jahrhundert. An der Nordwand des Altarraums, welcher mit Gewölberippen aus dem 14. Jahrhundert überspannt ist,  ist der Platz des steinernen Tischaltars von 1805. Hier befindet sich auch ein spätgotisches Sakramentshäuschen.

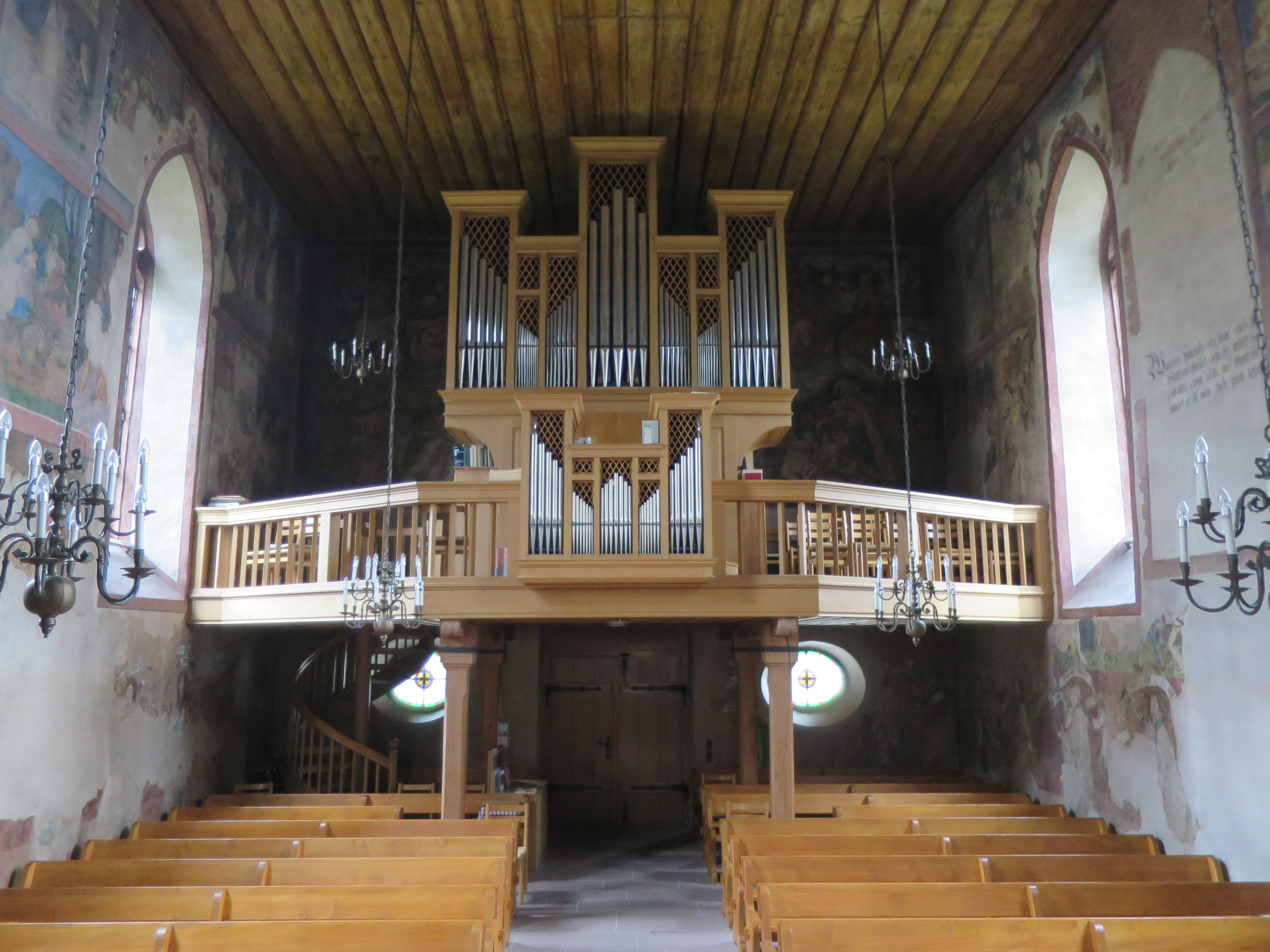
Empore mit Orgel

Die Kirche hat eine Orgel, die von der Manufaktur Neidhardt & Lhôte 1975 gebaut wurde; sie befindet sich auf der 1973 neu erstellten Empore. Sie verfügt über 26 klingende Register auf zwei Manualen und Pedal. 1998 wurde das Instrument einer Generalrevision durch Orgelbau Ulrich Wetter, Muttenz, unterzogen. Das Vorgängerinstrument dieser Orgel war von Orgelbau Kuhn AG, Männedorf, im Jahr 1926 gefertigt worden. Es hatte 16 Register auf zwei Manualen und Pedal und stand im Chor.

### Wandmalereien
Die Entstehung der bei der Renovation von 1880 gefundenen Malereien in der Kirche reichen bis ins Jahr 1450 zurück. Hauptsächlich aber entstanden sie um 1507 durch Martin Schongauer und zeigen Darstellungen aus der Arbogast- und Niklauslegende, Szenen aus dem Leben Christi, Maria, den Aposteln und im Beinhaus die Legende der dankbaren Toten. Von den Gemälden liess man Aquarelle und Pausen erstellen und vergipste sie anschliessend wieder. Einzig das Gemälde des Jüngsten Gerichtes wurde stehen gelassen und restauriert.
Erst bei der Gesamtrestaurierung in den Jahren 1973–1975 wurden alle Bilder in der Kirche und im Beinhaus wieder sichtbar gemacht und konserviert.

## Galerie

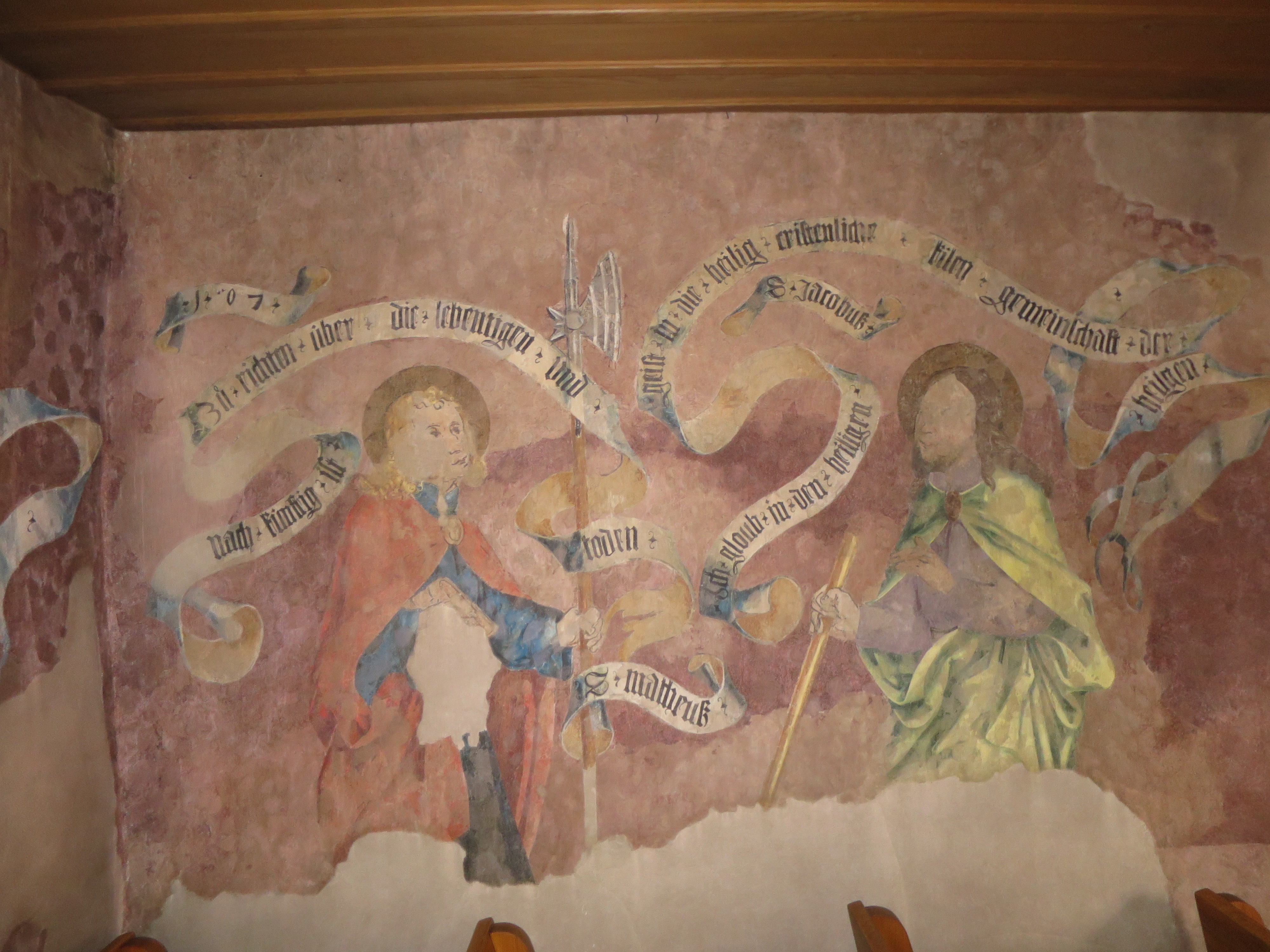
Spätgotisches Fresko
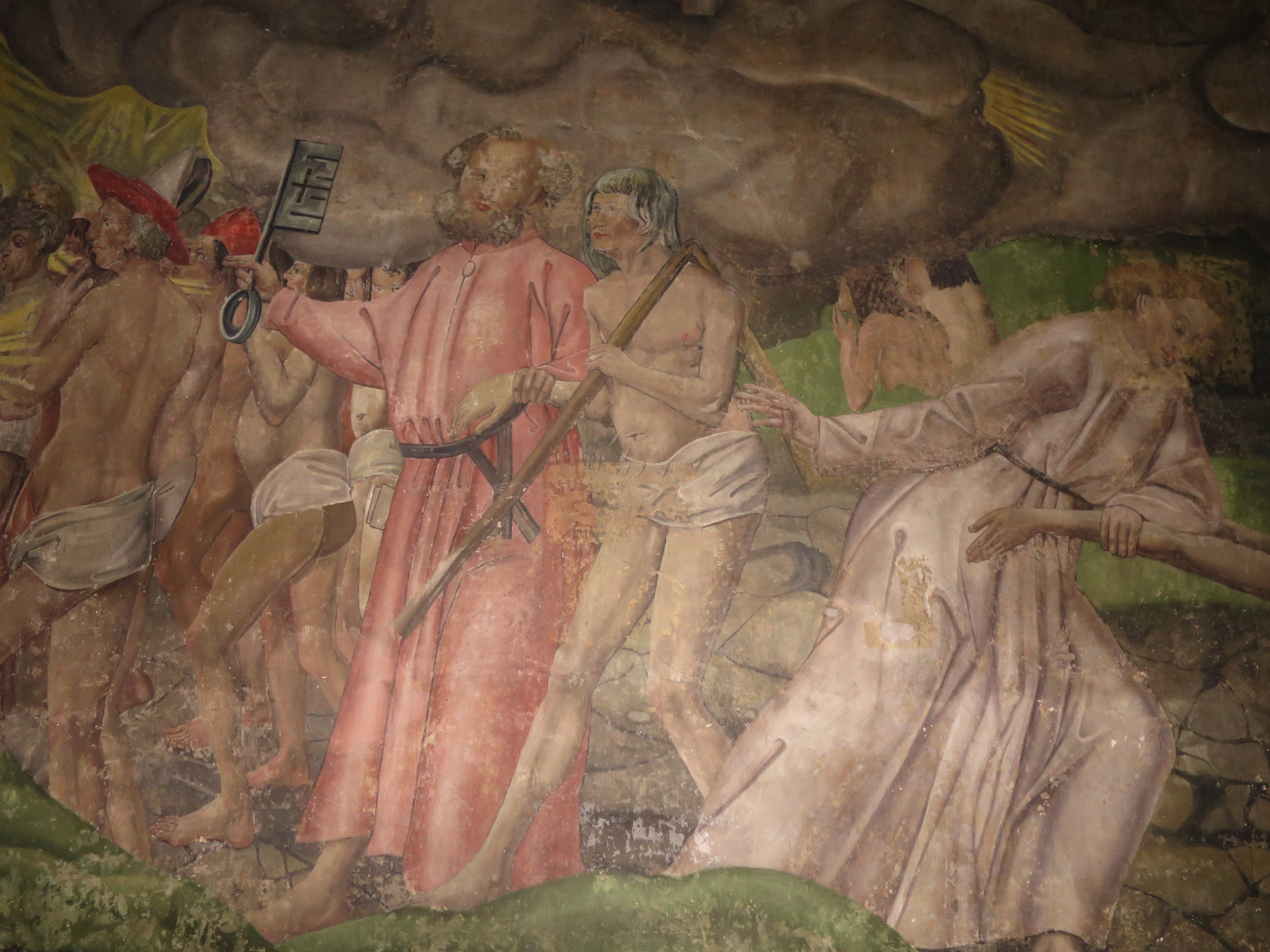
Fresko des Jüngsten Gerichts
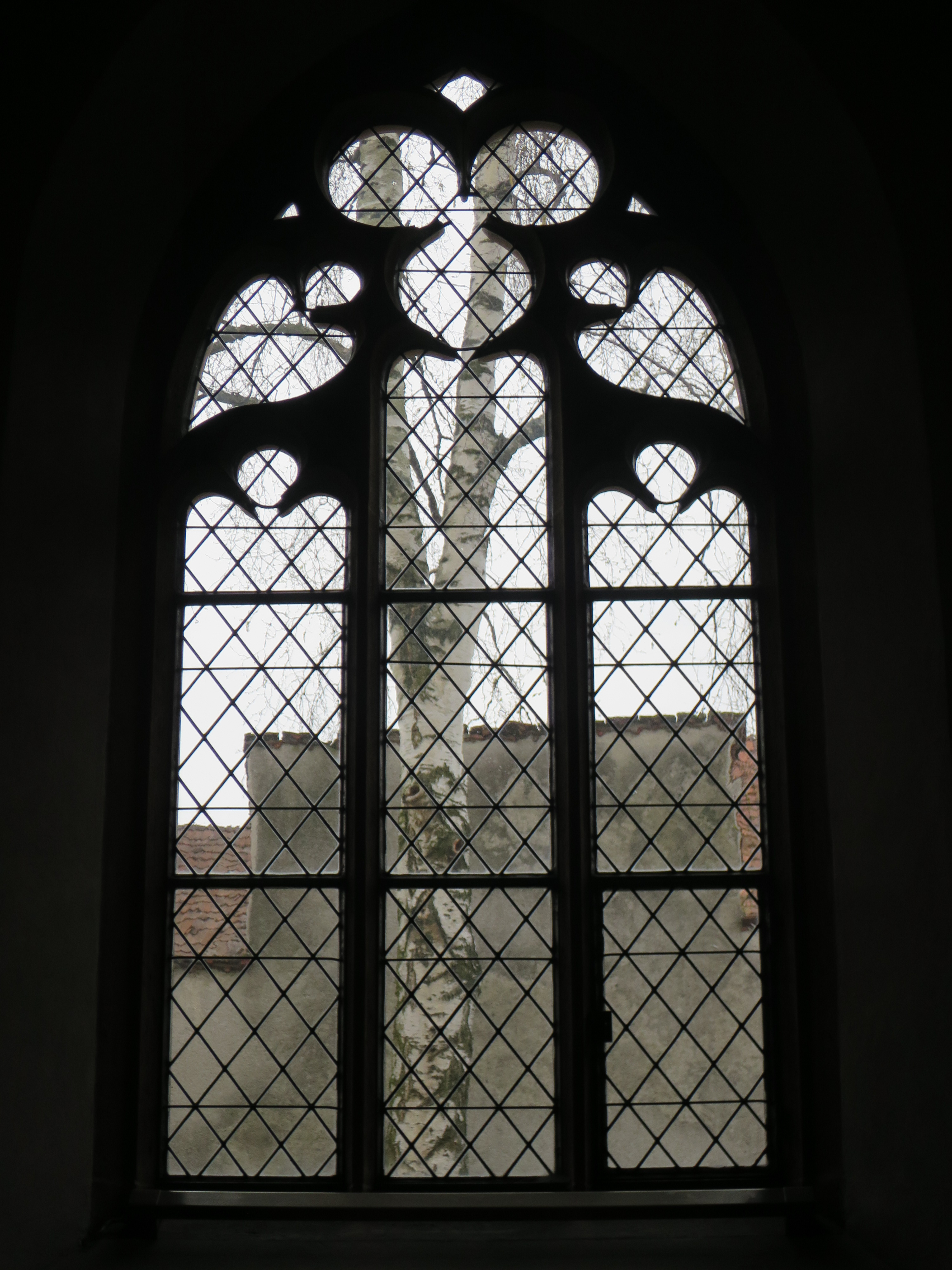
Chorfenster
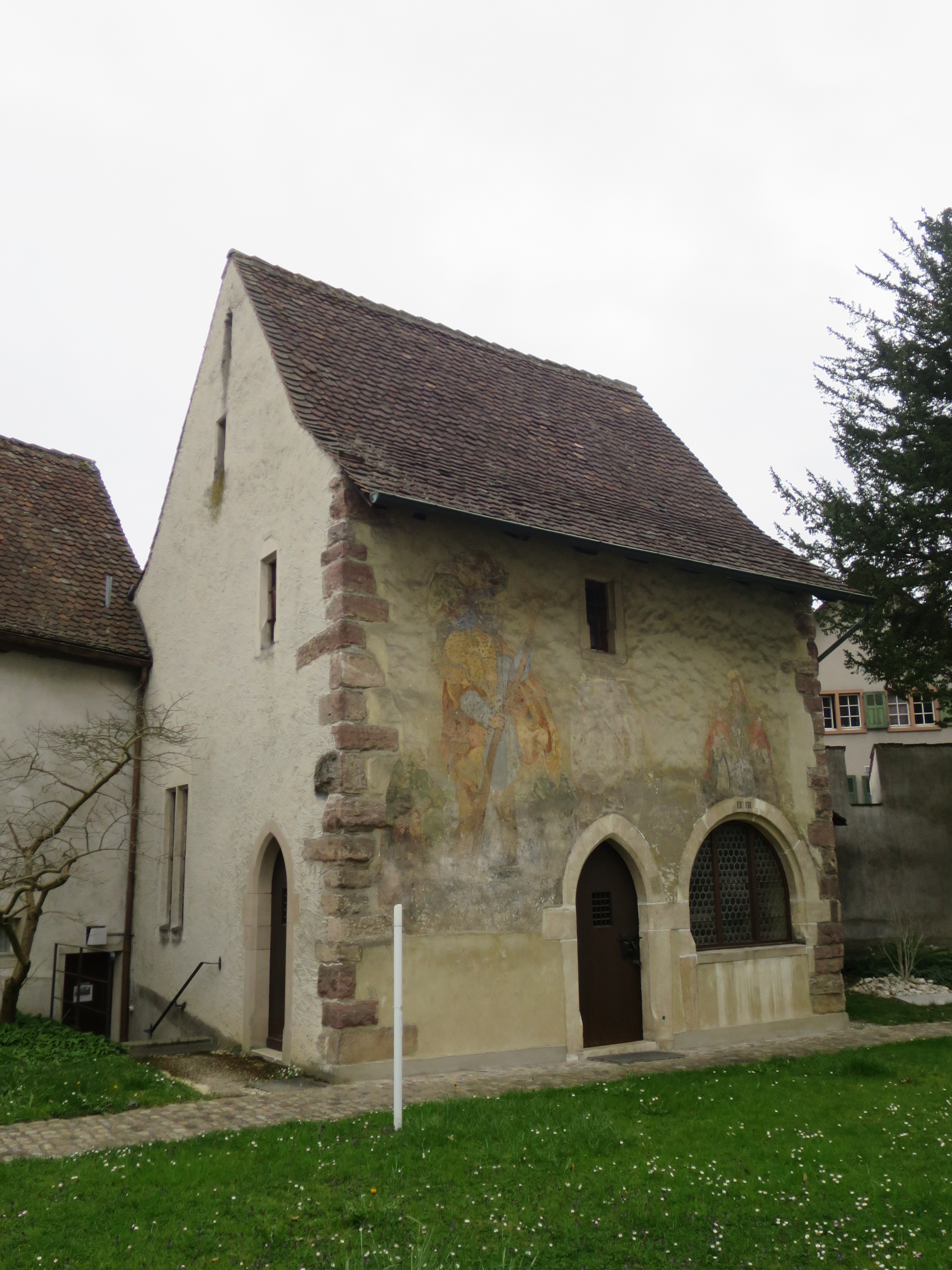
Beinhaus
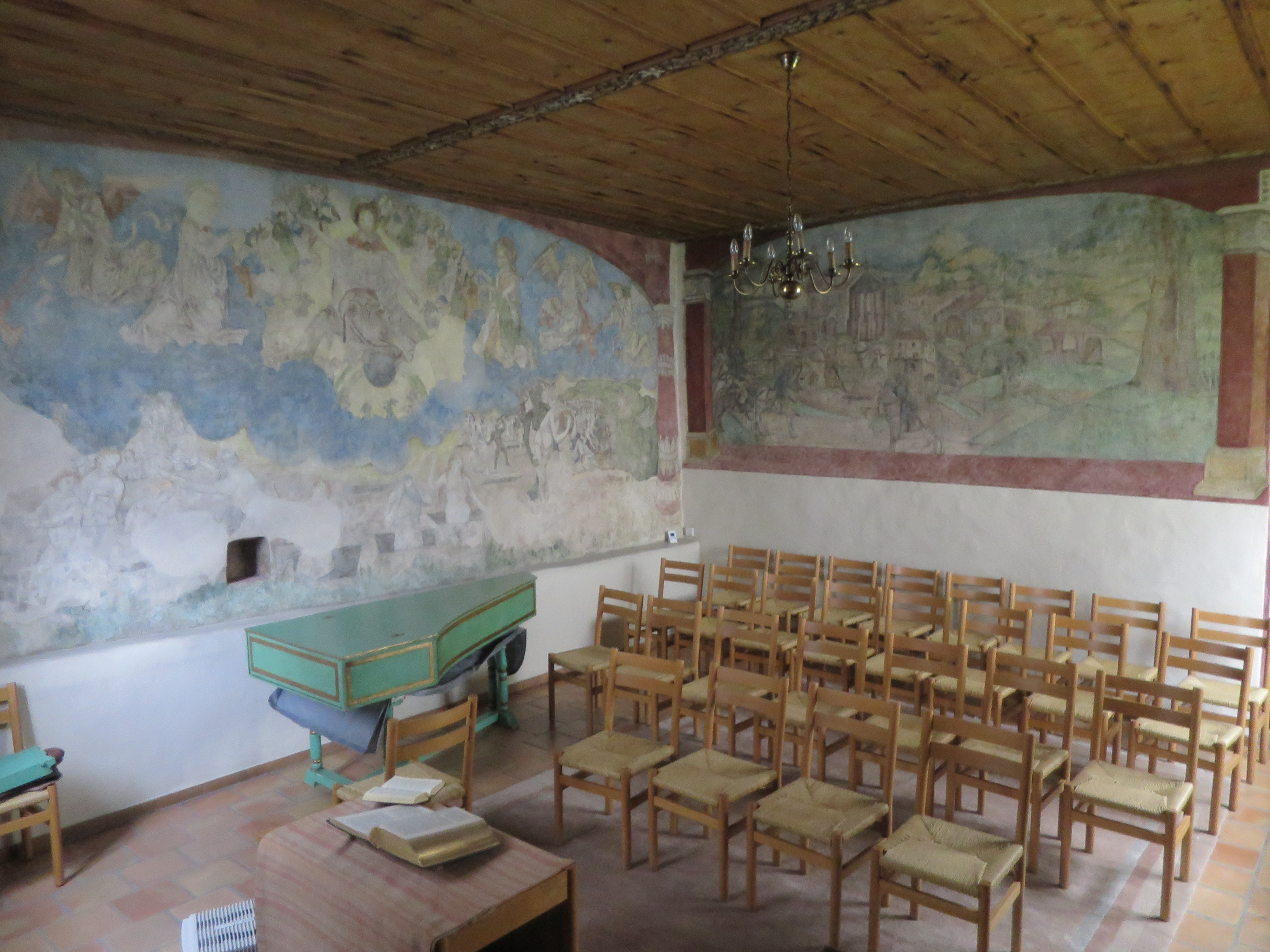
Innenraum des Beinhauses
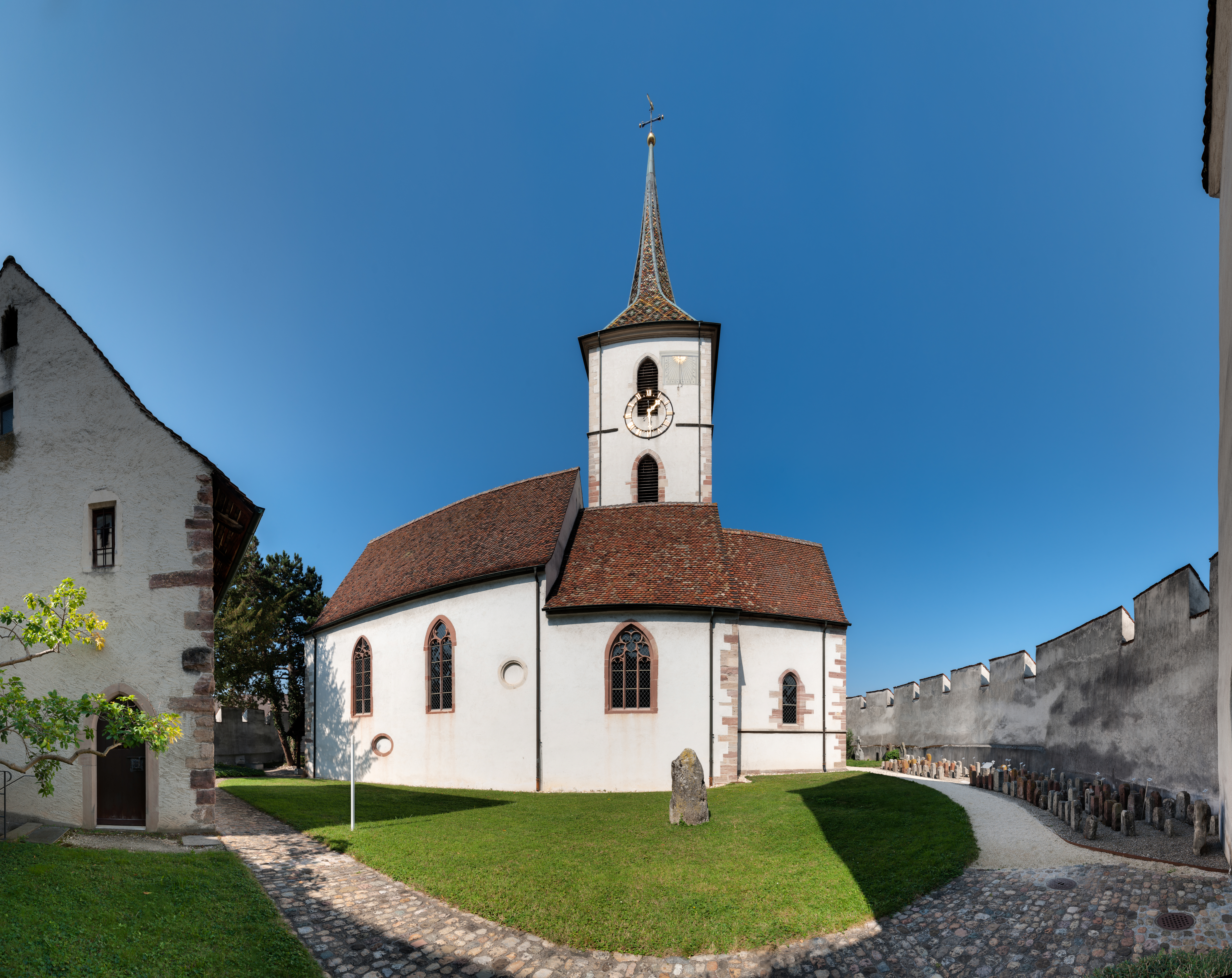
Ansicht des Kirchhofs, links das Beinhaus, rechts im Bild die Sammlung historischer Grenzsteine.
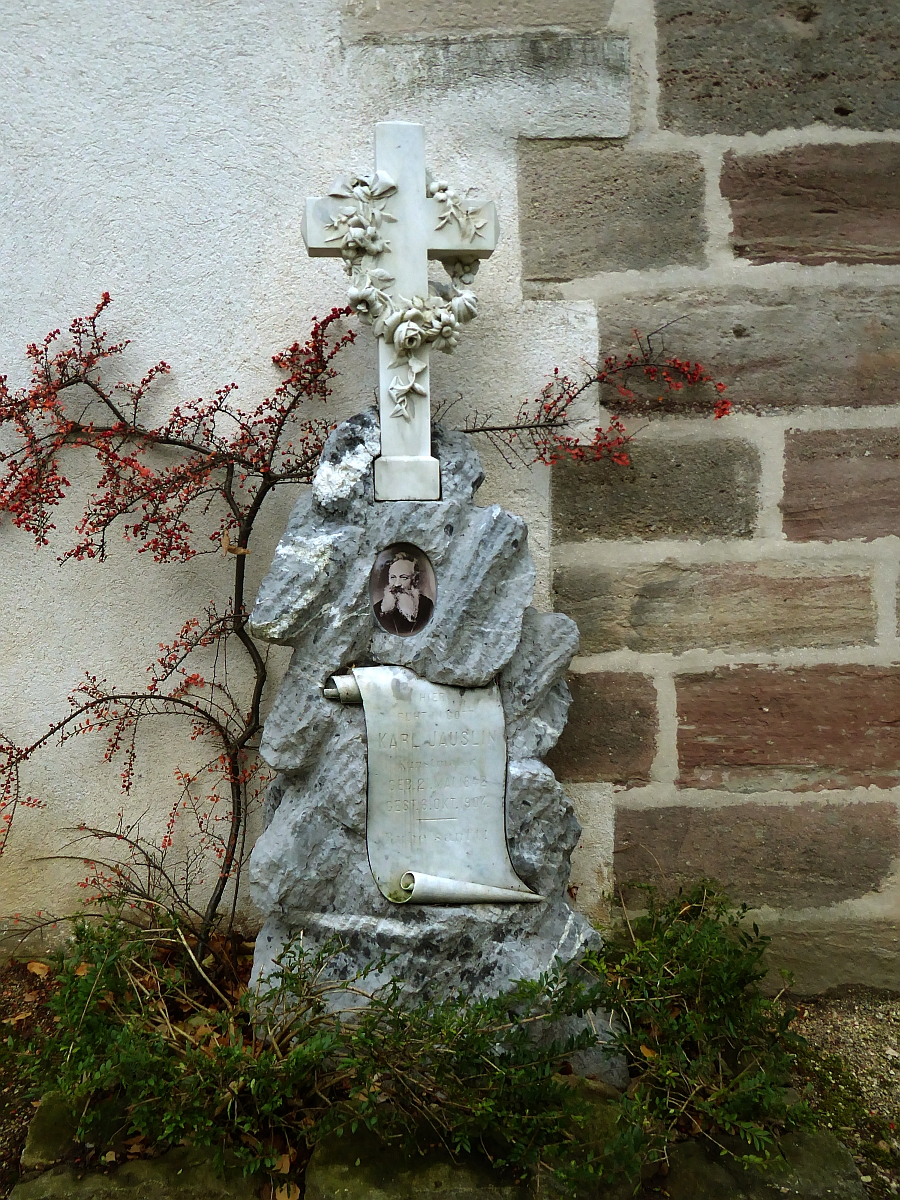
Grabstein Karl Jauslin (1842–1904) Historienmaler, innerhalb der Ringmauer

## Nachweise
1. ↑  Radio SRF Musikwelle – Glocken der Heimat: Muttenz, St. Arbogast
2. ↑  Orgelverzeichnis Schweiz und Liechtenstein: Orgelprofil Ref. Kirche St. Arbogast, Hauptorgel Muttenz BL mit Disposition